# Chapelle des Chartreux (Lyon)

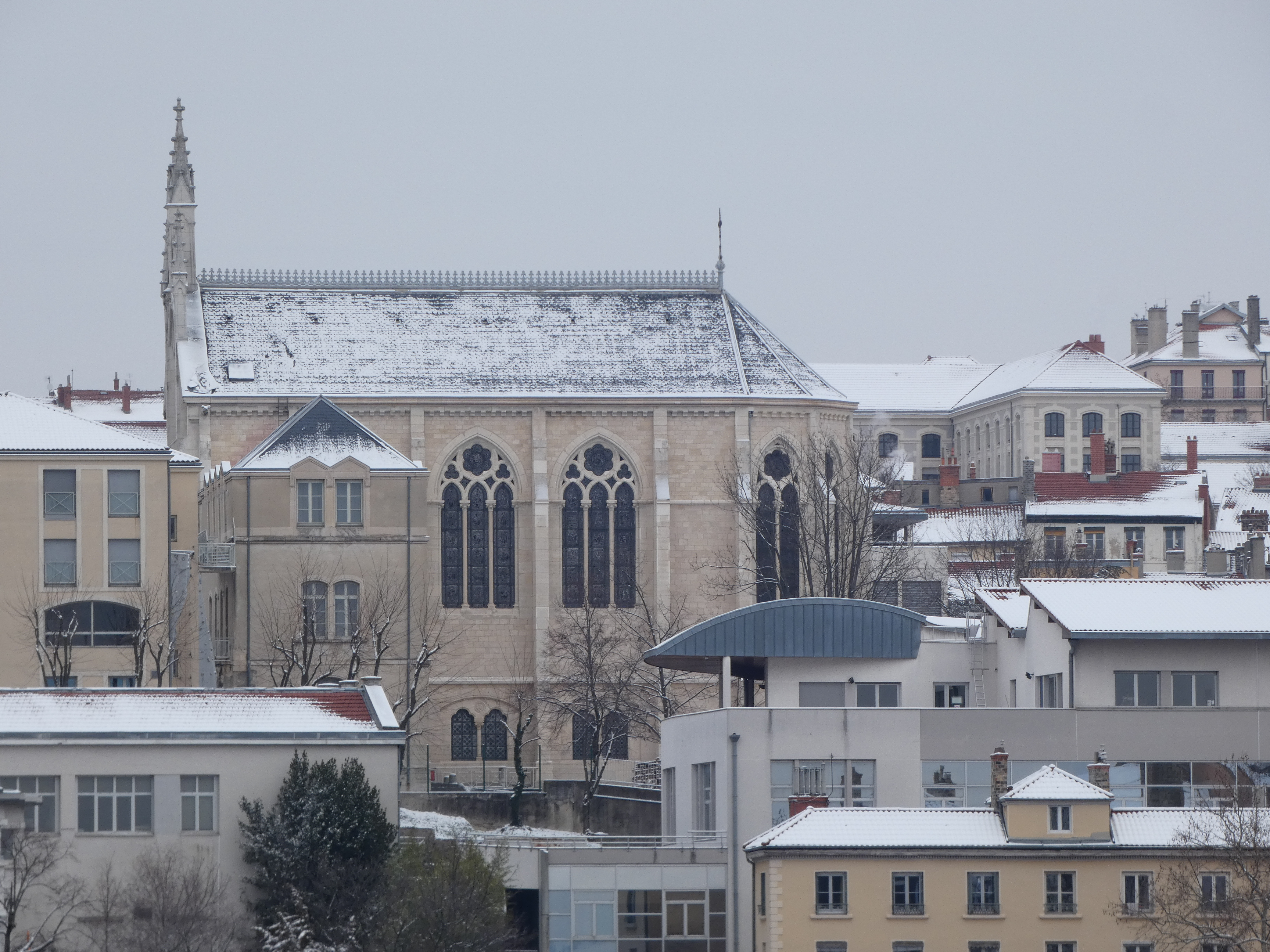
Chapelle des Chartreux (Lyon)

Die Kirche Chapelle des Chartreux (deutsch „Kartäuserkapelle“; französisch auch: Chapelle de l’Institution, „Institutskapelle“) ist eine römisch-katholische Kirche im 1. Arrondissement von Lyon. Die Kapelle ist seit 1987 als Monument historique klassifiziert.

## Lage
Die Kapelle steht nördlich der Saône unweit der Kirche St-Bruno auf dem verschlossenen Gelände des Schulkomplexes Institution des Chartreux (Rue Pierre-Dupont Nr. 58).

## Geschichte

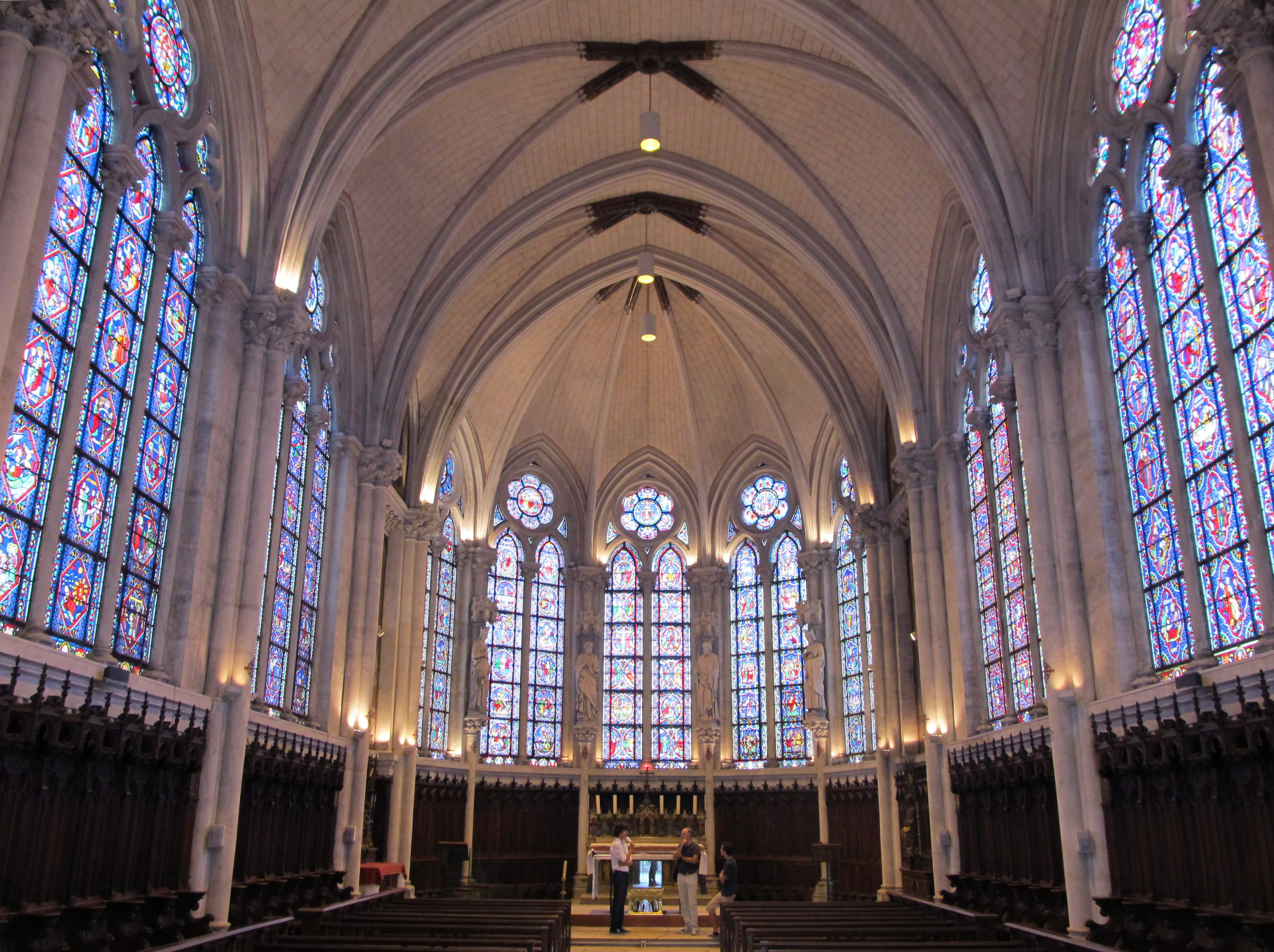
Chapelle des Chartreux (Lyon)

Die im 16. Jahrhundert gegründete Kartause von Lyon wurde durch die Französische Revolution geschlossen. Auf ihrem Gelände wurde 1837 von Abbé François Hyvrier (1809–1892) ein Erziehungsinstitut gegründet, das unter dem landläufigen Namen Les Chartreux (auch: Institution des Chartreux) heute noch existiert. Für dieses Institut baute der Architekt Tony Desjardins (1814–1884) von 1859 bis 1866 eine neugotische Kapelle von 40 × 30 Metern, welche die Sainte-Chapelle von Vincennes zum Vorbild hatte.

## Ausstattung
Das Tympanon mit dem Motiv „Jesus und die Kinder“ stammt von Girardet, die im Fassadentürmchen platzierte Muttergottes mit Jesuskind von Joseph-Hugues Fabisch. Antoine Sublet (1821–1897) und Gabriel Tyr (1817–1868) haben Gemälde beigetragen. Die 12 Kirchenfenster wurden nach Zeichnungen von Louis Charles Auguste Steinheil und Nicolas Coffetier (1821–1884) angefertigt. Die Merklin-Orgel ist von 1864.

## Literatur

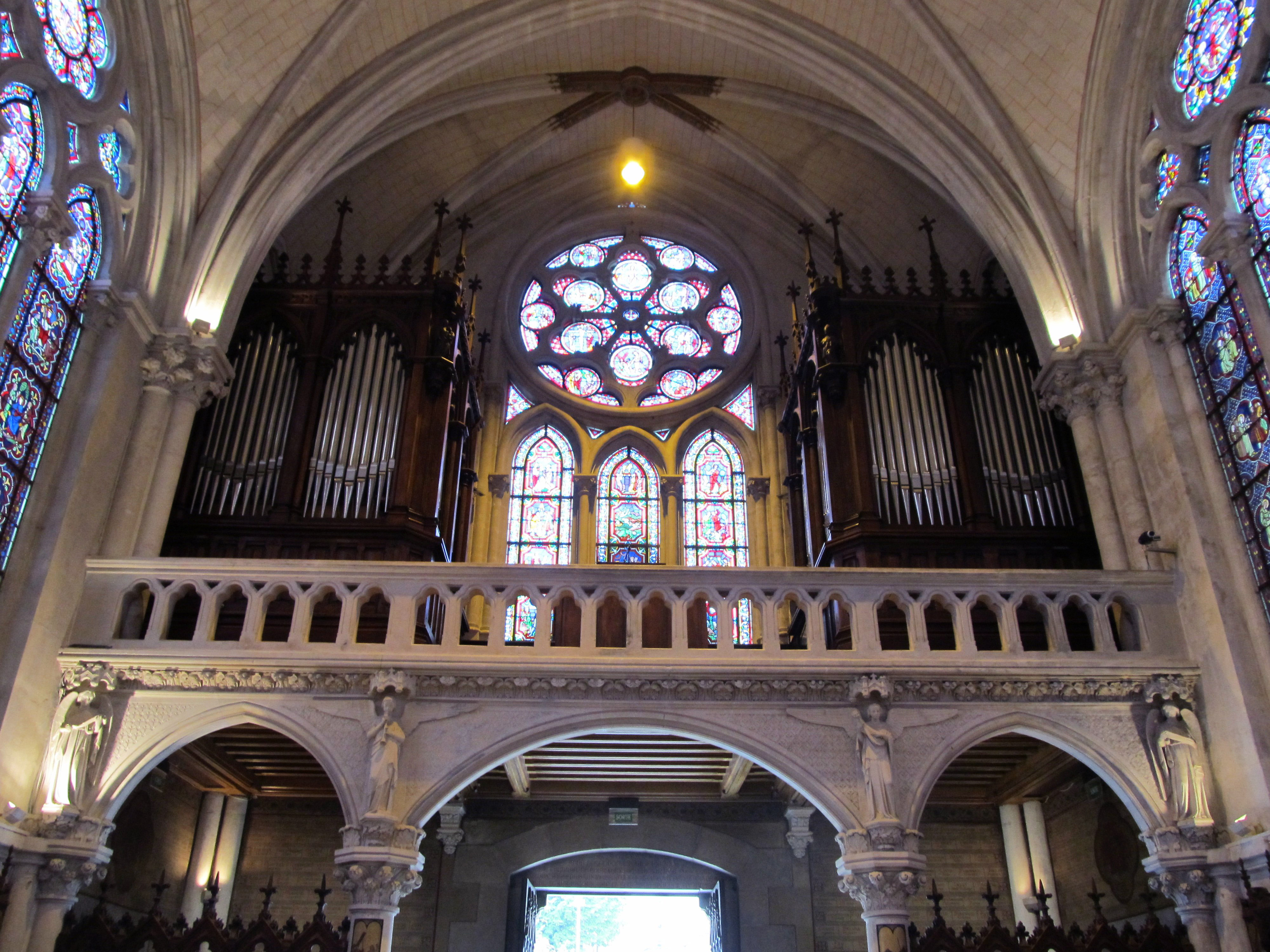
Chapelle des Chartreux (Lyon)